# Karęga

Herb Karęga

Odmiana herbu

Karęga (de Quatro) – herb szlachecki.

## Opis herbu
Na tarczy czterodzielnej - I i IV pole srebrne, II i III szare. W klejnocie trzy pióra strusie.

## Najwcześniejsze wzmianki
(tu podaj kiedy i w jakich dokumentach pojawił się ten herb)

## Herbowni
- Karęga